# Amphisbaena infraorbitale
Amphisbaena infraorbitale là một loài bò sát trong họ Amphisbaenidae. Loài này được Berthold mô tả khoa học đầu tiên năm 1859.